# 帕克 (科多尔省)
帕克（法語：Pasques，法語發音：[pak]）是法国科多尔省的一个市镇，属于第戎区。

## 地理
帕克（47°21'59"N, 4°51'44"E）面积20.41 平方千米，位于法国勃艮第-弗朗什-孔泰大區科多尔省，该省份为法国中东部省份，北起奥布省，西接涅夫勒省和约讷省，南至索恩-卢瓦尔省，东南接汝拉省，东临上索恩省，东北部与上马恩省接壤。
与帕克接壤的市镇（或旧市镇、城区）包括：瓦勒叙宗、朗特奈、昂塞、普勒努瓦、圣马丹迪蒙、庞日。
帕克的时区为UTC+01:00、UTC+02:00（夏令时）。

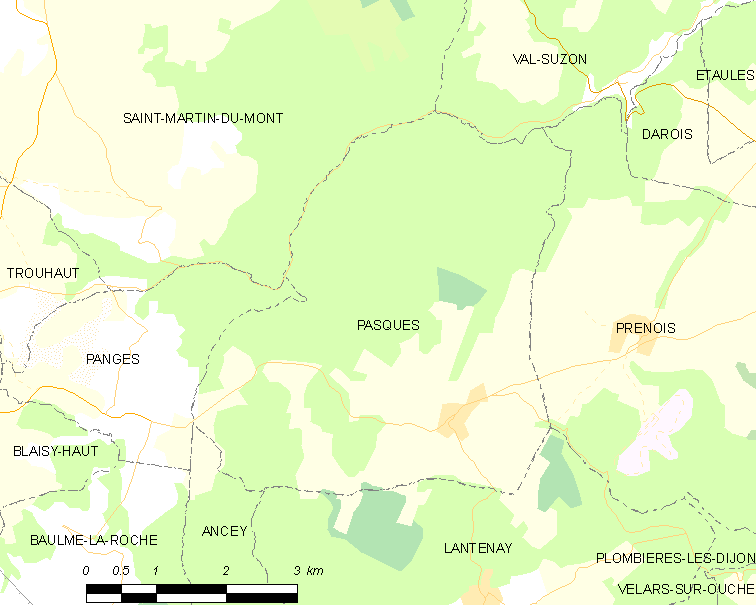
帕克的OSM定位图

## 行政
帕克的邮政编码为21370，INSEE市镇编码为21478。

## 政治
帕克所属的省级选区为塔朗县。

## 人口

1962-2008年间帕克人口变化图示

帕克于2022年1月1日时的人口数量为287人。